# Phil Jones (climatólogo)
Philip D. Jones (22 de abril de 1952 (73 años) Inglaterra) es un climatólogo de la Universidad de Anglia del Este, donde es profesor en la Escuela de Ciencias ambientales. Jones posee un BA en Ciencias de la Atmósfera por la Universidad de Lancaster, un M.Sc. y un PhD por la Universidad de Newcastle upon Tyne. Jones siempre se ha desarrollado académicamente en la Climatic Research Unit (CRU) de Anglia del Este.
Sus estudios incluyen cambio climático instrumental, paleoclimatología, detección del cambio climático y la extensión de los registros de caudales de los ríos en el Reino Unido. También ha publicado artículos sobre el registro de temperatura del último milenio.
Es notable por el mantenimiento de la serie de tiempo del registro instrumental de temperaturas. Ese trabajo ha sido destacado tanto en los reportes 2001 y 2007 del IPCC, habiendo contribuido como autor al Capítulo 12º Detection of Climate Change and Attribution of Causes, del Tercer Informe de Evaluación del IPCC y jefe de Coordinadores del Capítulo 3º, Observations: Surface and Atmospheric Climate Change, del Cuarto Informe de Evaluación del IPCC (acrónimo en inglés: AR4).

## Controversia de los correos electrónicos de Clima
Jones encabezó la CRU en conjunto con Jean Palutikof desde 1998 a 2004 y luego solo, desde 2004. Él se apartó temporalmente de ese cargo, a partir de noviembre de 2009, después del Climagate con el "Fraude de la «Climatic Research Unit» con sus mensajes de correo electrónico, que fueron accedidos y difundidos por persona(s) desconocida(s). El «Comité Selecto de Ciencia y Tecnología» de la Cámara de los Comunes' concluyó la investigación de no haber ningún caso en contra de Jones, y dijo que debería ser reintegrado en su puesto. Así fue reinstalado en julio de 2010 con el nuevo rol de Director de Investigaciones, luego de una posterior revisión llevada a cabo por Sir Muir Russell no encontraron ninguna falla en el "rigor y la honestidad como científicos" de Jones y sus colegas, 

a pesar de considerar que los científicos del CRU no habían abrazado el "espíritu de apertura" del Freedom of Information Act. La Universidad dijo que la nueva posición no era un flagrante descenso de categoría, sino que iba a permitir a Jones concentrarse en la investigación y "reducir sus responsabilidades en la administración."

## Galardones y reconocimientos
- ISI highly cited researcher.[9]
- Medalla Hans Oeschger de la European Geophysical Society, 2002.[10]
- Premio International Journal of Climatology de la Royal Meteorological Society por artículos publicados en el último quinquenio, 2001.[11]
- Premio a la Excelencia trabajo científico de los Laboratorios de Investigación Ambiental / NOAA por ser coautor del artículo "A search for Human Influences on the Thermal Structure of the Atmosphere," por Ben Santer et al. in Nature, 382, 39–46 (1996).

## Algunas publicaciones
- Jones, P. D.; Mann, M. E. (2004). «Climate over past millennia». Reviews of Geophysics 42 (RG2002): 42. Bibcode:2004RvGeo..42.2002J. doi:10.1029/2003RG000143. Consultado el 18 de abril de 2007.
- Mann, Michael E.; Jones, Philip D. (2003). «Global Surface Temperatures over the Past Two Millennia». Geophysical Research Letters 30 (15): CLM 5-1~5-4. Bibcode:2003GeoRL..30oCLM5M. doi:10.1029/2003GL017814. Consultado el 18 de abril de 2007.
- Jones, P. D.; Moberg, A. (2003). «Hemispheric and Large-Scale Surface Air Temperature Variations: An Extensive Revision and an Update to 2001». Journal of Climate 16 (2): 206-223. doi:10.1175/1520-0442(2003)016<0206:HALSSA>2.0.CO;2. Archivado desde el original el 25 de julio de 2011. Consultado el 18 de abril de 2007.
- Jones, P. D.; Osborn, T.J.; Briffa, K.R. (2003). «Estimating Sampling Errors in Large-Scale Temperature Averages». Journal of Climate 10 (10): 2548-2568. doi:10.1175/1520-0442(1997)010<2548:ESEILS>2.0.CO;2. Consultado el 18 de abril de 2007. (enlace roto disponible en Internet Archive; véase el historial, la primera versión y la última).